# Петравича, Рамона
Рамона Петравича (латыш. Ramona Petraviča; род. 25 сентября 1967, Ауце) — латвийский политический деятель. Член партии «Латвия на первом месте». Депутат XIII и XIV Сейма Латвии с 2018 года. В прошлом — министр благосостояния Латвии (2019—2021).

## Биография
В 1992 году окончила химический факультет Рижского технического университета по специальности «химическая технология».
До начала своей политической карьеры Рамона Петравича работала финансовым директором в компании своего мужа Александра Петравича (Aleksandrs Petravičs) SIA «Monēta», созданной в 1993 году. Основным видом деятельности компании является розничная торговля продуктами питания и товарами первой необходимости, а также транспортные услуги. У компании пять магазинов в Салдусском крае.

## Политическая карьера
На муниципальных выборах 2017 года в Салдусском крае возглавила список партии «KPV LV» («Кому принадлежит государство?») и избрана депутатом Салдусской краевой думы.
На парламентских выборах 2018 года была второй в партийном списке «KPV LV» в Курземском избирательном округе и избрана депутатом XIII Сейма. Являлась членом комиссии по бюджету и финансам (налогообложению) (2018—2021), комиссии по мандатам, этике и заявлениям (2018—2019), комиссии по национальной безопасности (2020—2021), подкомиссии по налоговой политике (2019—2021), главой латвийской делегации в Парламентской ассамблее Средиземноморья (ПАС) (2018—2021).
Назначена министром благосостояния Латвии в коалиционном правительстве под руководством премьер-министра Кришьяниса Кариньша, утверждённом Сеймом Латвии 23 января 2019 года. Сохранила мандат в Сейме. 28 января 2021 года решила сложить депутатские полномочия на время работы в правительстве и 4 февраля её место занял Эдгар Кронбергс.
3 июня 2021 года партию «KPV LV» («Кому принадлежит государство?») исключили из правящей коалиции. Преемником на должности министра стал Гатис Эглитис (Новая консервативная партия).
Партия «KPV LV» сменила название на «За человечную Латвию». 8 июня 2021 года Сейм восстановил депутатский мандат Рамоны Петравичи. 30 августа название фракции «KPV LV» было изменено на «Независимые». Во фракцию «Независимые» вошла депутат Рамона Петравича. Являлась членом комиссии по бюджету и финансам (налогообложению) (2021—2022) и комиссии по национальной безопасности (2021—2022).
В 2022 году вступила в партию «Латвия на первом месте», созданную Айнарсом Шлесерсом. По результатам парламентских выборов 2022 года избрана депутатом XIV Сейма по списку партии «Латвия на первом месте». Является секретарём комиссии по социальным и трудовым вопросам и членом комиссии по государственным расходам и аудиту, членом латвийской делегации на Балтийской ассамблее (с 2023).